# Il mucchio selvaggio (rivista)
Il mucchio selvaggio – Mensile di musica e cultura indipendente è stata una rivista periodica italiana, fondata nel 1977 a Roma da Max Stefani, Paolo Carù e Aldo Pedron. Tutti e tre provenivano da Music Box, la sezione musica della rivista di alta fedeltà Suono.
Si occupava principalmente di musica, cinema e libri, ma trattava anche di argomenti di carattere politico e fenomeni di costume. Ha ospitato le vignette di autori di satira italiani.
Nata come rivista mensile nell'ottobre 1977, divenne settimanale nel 1996, per poi tornare mensile dal gennaio 2005 fino alla chiusura nel 2018.

## Storia della rivista

### Il Mucchio Selvaggio:the rock magazinee la nascita
Il mucchio selvaggio fu fondato nel 1977 a Roma da Paolo Carù, Aldo Pedron e Max Stefani con il sottotitolo programmatico the rock magazine. Se i primi due avevano precedentemente collaborato alla fanzine Happy Trails tra il 1973 ed il 1974, con Stefani avevano curato la sezione Music Box nella rivista Suono, radunando una serie di collaboratori, alcuni dei quali divennero poi firme importanti della critica musicale italiana. La rivista inizialmente doveva chiamarsi The Wild Bunch, riprendendo il titolo originale inglese del film di Sam Peckinpah, ma fu su consiglio del distributore che venne preferito il titolo della versione italiana. Il primo numero vedeva articoli e recensioni di Pierangelo Valenti, Alfonso Tentori, Marco Regali, Mauro Quai, Fabio Nosotti, Valerio Marini, Pietro Noè, Marco Longhi, Marco Larghi, Marino Grandi, Daniele Ghisoni, Raffaele Galli, Mariano De Simone, Andrea Carpi, Maurizio Bianchi, Renzo Bagorda. La rivista nacque come mensile ed il primo numero contava 36 pagine al prezzo di 700 lire. Tra gli altri vi erano articoli su Crosby, Stills, Nash & Young, David Bromberg, The Animals, Jesse Winchester ed una intervista a Neil Young, a cui era dedicata la copertina.
La rivista, che si occupava inizialmente soprattutto di classic rock, con alcune finestre dedicate alle nuove tendenze musicali gestite soprattutto da giornalisti come Maurizio Bianchi e Claudio Sorge, manteneva un profilo underground e contro la musica mainstream, conquistando un pubblico dai gusti alternativi alla musica dominante. Fu nel luglio/agosto del 1980 che si consumò la prima scissione della rivista, causata da un presunto conflitto di interessi di Carù, che contemporaneamente gestiva un negozio di dischi a Gallarate, permettendo così a Stefani di concentrare su di sé la gestione del magazine. Con il cambio di marcia, Il Mucchio vide un cambio redazionale, con giornalisti più importanti ed altri indirizzati verso la New wave e l'aumento delle sue pagine. È di questo periodo l'introduzione di Federico Guglielmi tra le file della redazione, con la sua rubrica sulla New wave Shock. Dalla scissione redazionale nacque invece la rivista L'ultimo buscadero, diretta da Aldo Pedron.
Negli anni successivi, Il mucchio selvaggio aprì le porte a nuovi argomenti, con rubriche che andavano dal fumetto, al cinema, alla politica, tentando di dare così un'impronta più ad ampio raggio della "cultura rock".

### 1980: la scissione
Nel 1980, Aldo Pedron e Paolo Carù, due fra i fondatori della rivista, abbandonano il mucchio selvaggio e danno vita ad un'altra longeva rivista rock: il Buscadero.
Nel 1988, la redazione vide una seconda fuoriuscita di gran parte dello staff, che andarono a fondare la rivista Velvet.

### 1996-2004:Il Mucchiosettimanale
Nel gennaio del 1994 la storica testata settimanale Ciao 2001 aveva chiuso i battenti, lasciando scoperto il settore dei settimanali specializzati in musica. Fu sul finire del 1996 che Max Stefani decise di trasformare Il Mucchio in una testata settimanale, dando così un approccio più snello ed immediato alle notizie. Il primo Mucchio settimanale, il 224, uscì il 24 settembre, edito dalla neonata cooperativa Stemax (da Stefano Ronzani e Max Stefani) che aveva rilevato dalla Lakota il diritto d’uso della testata. Il sottotitolo era “Settimanale di musica rock, cinema, libri, video…” e nella gerenza Max e Daniela Federico figuravano come responsabili della direzione editoriale e della redazione. La testata mantenne questa cadenza fino al dicembre del 2004, per poi tornare ad essere mensile.

### 2011:Il Mucchio Selvaggioe i finanziamenti pubblici all'editoria
La rivista nel 2011, secondo le dichiarazioni dell'allora direttore Max Stefani,  rischia la chiusura per i tagli all'editoria in forma retroattiva operati dal governo Monti. Subentra Daniela Federico alla direzione della testata che offre una versione ben diversa da quella di Stefani descrivendo lo scenario di un divorzio clamoroso in atto che si consumerà soprattutto a colpi di battute sui social network proseguendo con una campagna di supporto e sottoscrizione rivolta ai lettori della rivista ai quali vengono chiesti altri soldi. Ma i soldi non sono solo quelli della sottoscrizione, ed è proprio Eddy Cilìa, storico collaboratore della rivista per più di 20 anni, a raccontarlo a Lettera 43 «Io e altri ex collaboratori contestiamo l'uso che negli anni è stato fatto dei fondi pubblici, prendendo in giro i lettori, cui si chiedeva di abbonarsi per salvare la rivista, e noi giornalisti, pagati miseramente mentre Daniela Federico e Max Stefani facevano quello che volevano con i soldi dello Stato».
Il Mucchio selvaggio ha usufruito sin dall'inizio dei finanziamenti pubblici all'editoria, fino al 2003 ha ottenuto 516.456,90 euro. Nel 2010 i finanziamenti erano già scesi a 364.552,76 euro mentre nel 2013 ha ottenuto solamente 8.770,97 euro

### 2018: la chiusura
Nel giugno 2018, dopo aver pubblicato il numero 767, il mensile annunciò la sospensione delle pubblicazioni; la decisione fu dovuta all'ingiunzione di pagamento del Tribunale di Roma, seguito a una causa civile mossa dalla precedente direzione, oltre che dalla crisi del mercato editoriale.

## Collaboratori
Fra gli altri, hanno collaborato alla rivista Riccardo Bertoncelli, Eddy Cilìa, Massimo Cotto, Federico Guglielmi, Ernesto De Pascale, Stefano Ronzani, Luciano Ligabue, Ermanno Labianca, Davide Sapienza, Marco de Dominicis, Gianni Canova, Eleonora Bagarotti, Alessandro Robecchi, John Vignola, Sciltian Gastaldi, Andrea Scanzi, Claudia Durastanti, Mauro Biani, Davide Toffolo, Elliott Murphy, Giancarlo Susanna, Giuseppe Carboni, Claudio Sorge, Massimo Del Papa, Alberto Crespi, Daniela Amenta, Claudio Moriconi, Tonino Merolli, Luca Perini, Mauro Zambellini, Pierluigi Diaco, Marco Denti, Blue Bottazzi, Vittorio Castelnuovo, Gianluca Testani, Alessandro Besselva Averame, Carlo Bordone, Gabriele Barone, Simone Mercurio, Hamilton Santià, Damir Ivic, Elena Raugei, Paolo Ferrari, Chiara Colli, Riccardo Marra, Liborio Conca, Rosario Sparti, Emanuele Rauco, Fabio Guastalla, Giuseppe Zevolli, Simone Dotto, Gabriele Pescatore, Andrea Provinciali, Sandra Bordigoni, Michele Benetello, Stefano Solventi, Beatrice Mele, Stefano Mongardini, Stefano Isidoro Bianchi, Maurizio Bianchini, Patrizio Nissirio, Antonio Tettamanti, Paolo Biamonte, Carlo Villa, Aurelio Pasini, Gianluca Veltri, Pierluigi Lucadei,  Francesco Locane, Federica Linke, Giovanni Linke Casalucci, i fotografi Luciano Viti, Fausto Ristori, Stefano Giovannini e Ilaria Magliocchetti Lombi.

## Il Mucchio Selvaggio: la casa editrice
Come casa editrice ha pubblicato vari allegati (Subway e altri) e alcuni libri (The Sound of The City di Charlie Gillett, Il rock di David Buxton, The Italian Letter di Peter Eisner e Knut Royce).
Dal 2001 al 2015 ha invece pubblicato, per 43 numeri, il supplemento trimestrale (poi semestrale) Mucchio Extra, dedicato ad approfondimenti sulla storia del rock, con monografie, interviste e selezioni di album per genere.